# イサベル・フランシスカ・デ・ボルボン
イサベル・フランシスカ・デ・ボルボン・イ・ボルボン（スペイン語: Isabel Francisca de Borbón y Borbón, 1851年12月20日 - 1931年4月23日）は、スペインの王族。2度アストゥリアス公（女公）位を授けられた人物である。

## 生涯
スペイン女王イサベル2世と王配フランシスコ・デ・アシスの第1子としてマドリード王宮で生まれた。洗礼名はマリア・イサベル・フランシスカ・デ・アシス・クリスティーナ・デ・パウラ・ドミンガ（María Isabel Francisca de Asís Cristina Francisca de Paula Dominga）。カルリスタの動乱と散発する内戦の時代であり、イサベルは生後間もなく、王位継承予定者に与えられるアストゥリアス公（女公）位を授けられた。

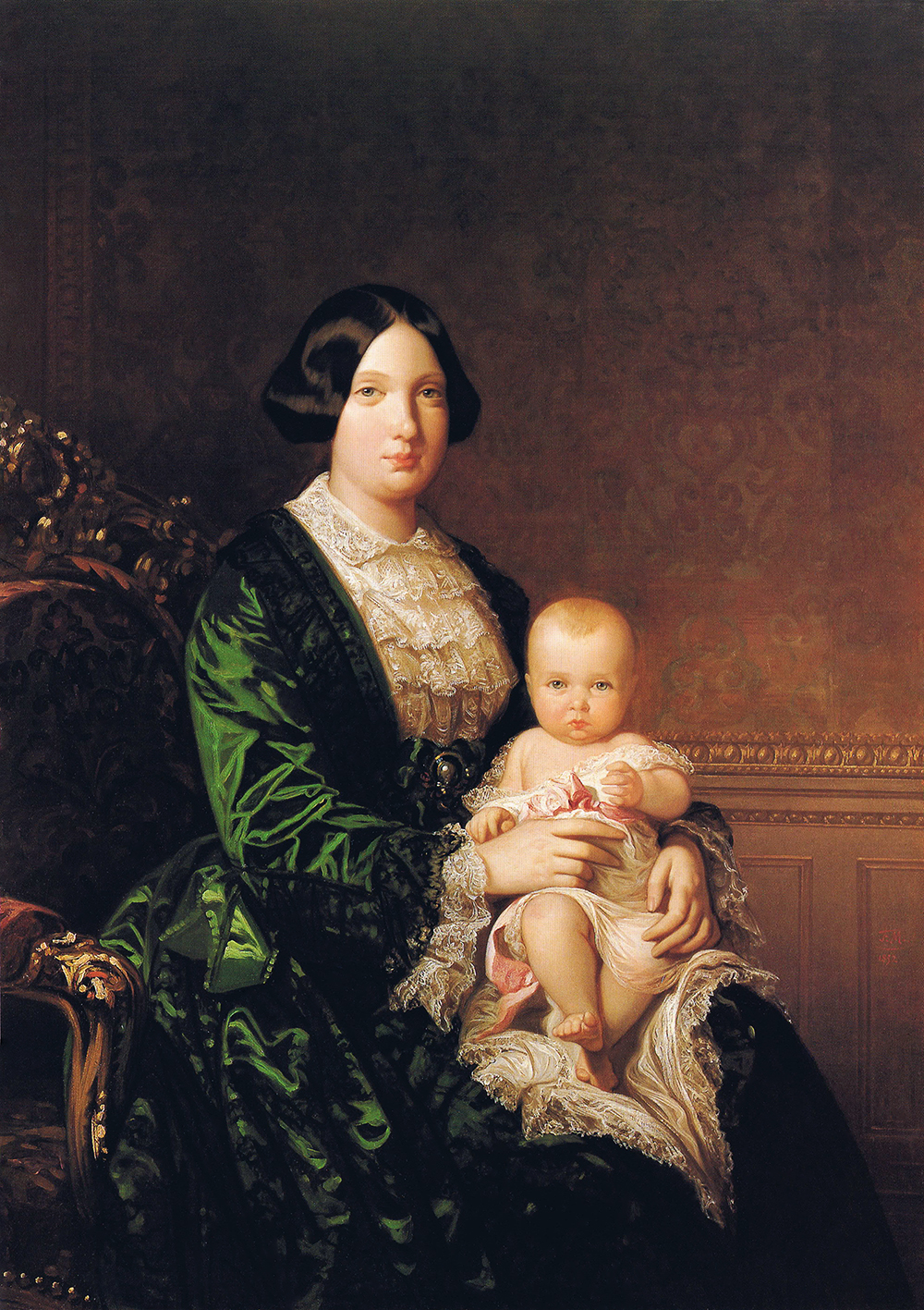
Isabel II con la infanta Isabel（インファンタ・イサベルとイサベル2世）、フェデリコ・デ・マドラーソ画、1852年
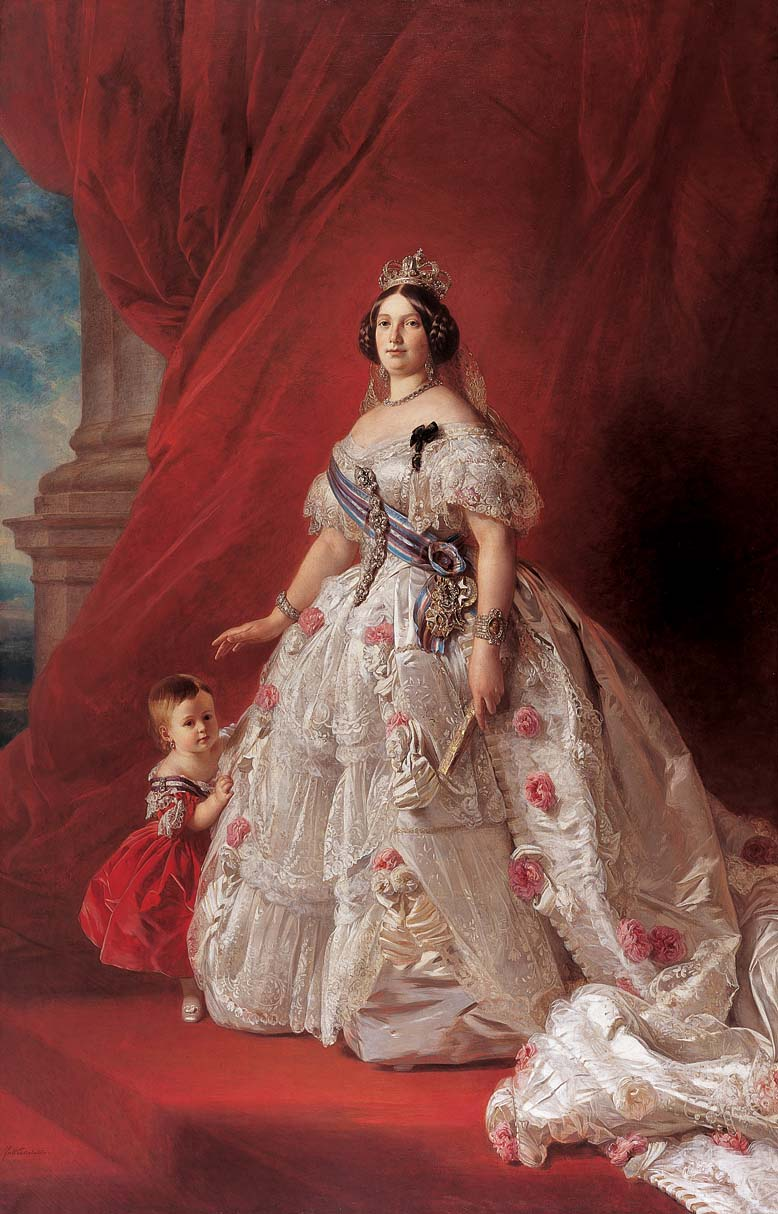
イサベル2世と幼いイサベル王女、フランツ・ヴィンターハルター画、1852年

1857年、弟アルフォンソ（のちのアルフォンソ12世）が誕生すると、イサベルは王位継承順位第2位となり、アルフォンソがアストゥリアス公となった。

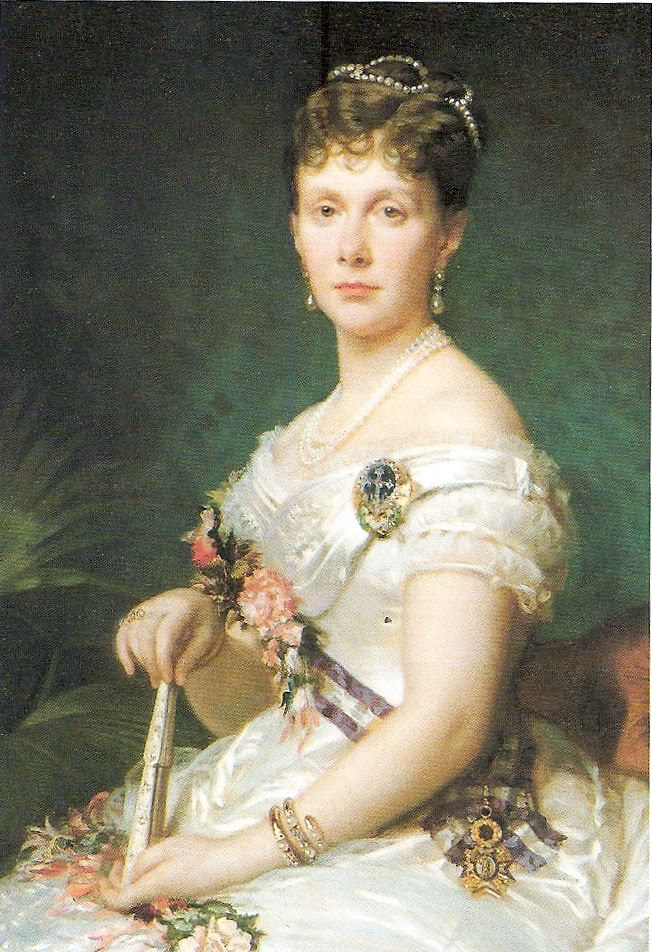
La infanta Isabel de Borbón（王女イサベル・デ・ボルボン）、フェデリコ・デ・マドラーソ画、1880年

1868年、イサベルは両シチリア王家のジルジェンティ伯ガエターノ（フェルディナンド2世の四男）と結婚した。ガエターノは、イサベルの両親といとこ同士であった。彼は精神不安定の症状を抱えており、1871年にルツェルンで自殺した。
1875年に即位した弟アルフォンソはその時点では独身であったため、24歳のイサベル王女が再び王位継承順位1位となった。2度目のアストゥリアス女公時代は、1880年にアルフォンソ12世の第1子マリア・デ・ラス・メルセデスが誕生したことで終わった。幼いマリア・デ・ラス・メルセデス王女がアストゥリアス女公となった。
イサベルは国民に非常に人気があり、尊敬されていたと伝えられている。彼女には子供がなく、再婚せず、共和制成立で王家がフランスへ亡命した1931年、パリで死去した。
1991年、ペール・ラシェーズ墓地に埋葬されていたイサベルの棺は、フアン・カルロス1世によってラ・グランハ宮殿内礼拝堂へ移葬された。